# ブルームズベリー・グループ

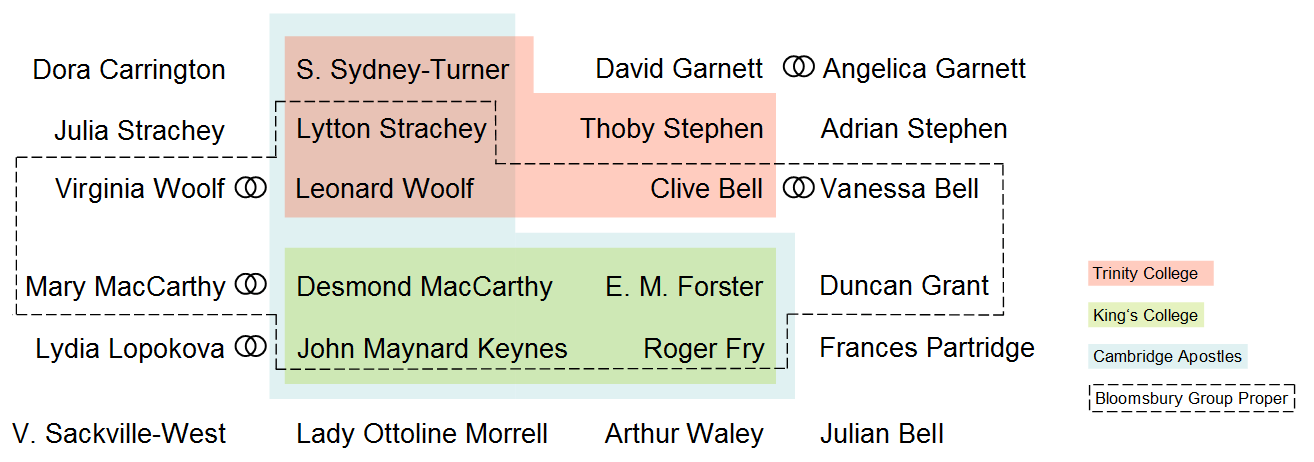
ブルームズベリー・グループの主要メンバーと関係者

ブルームズベリー・グループは、1905年から第二次世界大戦期まで存在し続けたイギリスの芸術家や学者からなる組織である。

## 概要
もともとは、姉妹であるヴァネッサ・ベルとヴァージニア・ウルフと、4人のケンブリッジ大学生によって結成された非公式な会合がきっかけであり、メンバーたちの卒業後もこの集いは存続した。ダンカン・グラントを除く全ての男性メンバーはケンブリッジ大学で教育を受けている。
1910年のドレッドノートを舞台とした「偽エチオピア皇帝事件」にはメンバーの多くが参加したが非国民という悪名を負う羽目となり、また彼らのストレートな平和主義・左派自由主義の信念は戦時中において非難を引き起こすことがあった。第一次世界大戦後その組織統一は弱まり、意見や信念もばらばらなものとなってしまった。
ブルームズベリー・グループの意見や信念は第二次世界大戦を通して話題を呼び、広く非難されたが、次第に主流となりそれは終戦まで続いた。ブルームズベリー・グループのメンバーであった経済学者ジョン・メイナード・ケインズの著作は経済学の主要な理論となり、作家ヴァージニア・ウルフの作品は広く読まれ、そのフェミニズムの思想は時代を超えて影響を及ぼしている。他には伝記作家リットン・ストレイチー、画家のロジャー・フライ、作家のデイヴィッド・ガーネット、E・M・フォースターがいる。また早くから同性愛に理解を示していた。イギリスの哲学者で熱心な反戦活動家であったバートランド・ラッセルも、このグループの一員と見なされることがある。
ブルームズベリー・グループは組織一丸となっての活動成果よりも個々人の芸術的な活動成果が主に評価されているが、20世紀の終わりが見えた頃から、組織内での同性愛やオープンマリッジなどの複雑な人間関係が、学問的注目を集め研究対象となっている。

## メンバー
ブルームズベリー・グループにはコアメンバーが10人いる。
- クライヴ・ベル（英語版） - 芸術批評家
- ヴァネッサ・ベル - 後期印象派の画家
- E・M・フォースター - 小説家
- ロジャー・フライ - 芸術批評家、後期印象派の画家
- ダンカン・グラント（英語版） - 後期印象派の画家
- ジョン・メイナード・ケインズ - 経済学者
- デズモンド・マッカーシー（英語版） - 文学批評家
- リットン・ストレイチー - 伝記作家
- レナード・ウルフ（英語版） - 政治理論学者、作家
- ヴァージニア・ウルフ - 小説家

## 関連人物
- アーサー・ウェイリー
- ヴィタ・サックヴィル＝ウェスト
- ハロルド・ニコルソン - 夫
- エリザベス・ボウエン
- ゴールズワージー・ロウズ・ディキンソン
- F・L・ルーカス
- ホレス・ド・ヴィアー・コール